# Гердванген-Шенах
Гердванген-Шенах (нім. Herdwangen-Schönach) — громада в Німеччині, знаходиться в землі Баден-Вюртемберг. Підпорядковується адміністративному округу Тюбінген. Входить до складу району Зігмарінген.
Площа — 36,52 км2. Населення становить 3498 ос. (станом на 31 грудня 2020).

## Географія

### Адміністративний поділ
Громада складається з таких районів:
| Герб         | Назва      | Населення (Станом на: 31 грудня 2010) | Площа  |
| ------------ | ---------- | ------------------------------------- | ------ |
| Herdwangen   | Гердванген | 1393                                  | ?      |
| Großschönach | Гросшенах  | 1674                                  | ?      |
| Oberndorf    | Оберндорф  | 189                                   | 722 га |